# Shrewsbury (Massachusetts)
Shrewsbury – miasto w Stanach Zjednoczonych, w stanie Massachusetts, w hrabstwie Worcester.